# Task Force para o Plano de Vacinação contra a COVID-19 em Portugal

Patch da Task Force para o Plano de Vacinação contra a COVID-19

A Task Force para a Elaboração do Plano de Vacinação contra a COVID-19 em Portugal (mais comummente referida de forma truncada como a Task Force da Vacinação, ou mais simplesmente a Task Force) foi a comissão eventual criada pelo governo português no contexto da pandemia de COVID-19, para assegurar a definição da estratégia de vacinação contra a doença, bem como a preparação do plano logístico da operação. 
Encontrava-se sediada no Comando Conjunto para as Operações Militares, em Oeiras. Foi criada em 23 de novembro de 2020, por despacho conjunto do Ministro da Defesa Nacional, João Gomes Cravinho, do Ministro da Administração Interna, Eduardo Cabrita, e da Ministra da Saúde, Marta Temido. Foi inicialmente coordenada por Francisco Ramos, ex-Secretário de Estado da Saúde, substituído pelo vice-almirante Henrique de Gouveia e Melo em fevereiro de 2021 após uma descredibilização nos primeiros meses, por parte da opinião pública, gerada em torno de inúmeros casos de suposta vacinação indevida.
A missão da task force foi dada por terminada pelo Coordenador em 28 de setembro de 2021, com o país prestes a atingir a meta de 85% da população vacinada com as duas doses da vacina. O processo de vacinação passou a partir daí para uma fase de transição, liderada por uma equipa mais reduzida liderada pelo coronel Carlos Penha Gonçalves, sobrepondo a gestão da administração da eventual terceira dose da vacina contra a COVID-19 com a da vacinação da gripe sazonal.

## História
A pandemia da COVID-19, declarada pela Organização Mundial da Saúde, em 11 de março de 2020, provocou alterações significativas no quotidiano da população mundial que foi obrigada a uma alteração profunda, sem igual nos tempos mais recentes, dos hábitos e rotinas do dia-a-dia, com um impacto, ainda hoje difícil de avaliar, em termos sociais e económicos.
Neste contexto foi possível, graças ao esforço da comunidade científica, desenvolver, em tempo absolutamente recorde, um conjunto de vacinas contra a COVID-19, permitindo responder à crise de saúde pública mundial, salvando vidas, contendo a doença, protegendo os sistemas de saúde e concorrendo, de forma determinante, para o restabelecimento da economia.
Este surpreendente acontecimento, indicador da capacidade e engenho humano perante a adversidade, lançou, no entanto, aos Estados e aos seus serviços de saúde um desafio extraordinário. Um desafio que por conjugar duas necessidades simultâneas: a de ser massivo, porque se propunha a vacinar uma grande percentagem das populações, e urgente, porque se deveria concretizar num muitíssimo curto espaço de tempo, caracterizando-se, desta forma, por ser de sobremaneira complexo, mesmo para países que, como Portugal, se podem orgulhar de ter uma antiga e consolidada tradição de vacinação e uma população em grande medida disponível e habituada a ser vacinada.
Em Portugal, em resposta a esta urgência, foi criada, em novembro de 2020, por despacho conjunto das áreas governativas da Defesa Nacional, Administração Interna e Saúde, a Task Force para a elaboração do «Plano de vacinação contra a COVID-19 em Portugal», com o objetivo de garantir a coerência e execução do Plano e coordenar o trabalho já realizado, entre todas as entidades envolvidas no sucesso desta operação, bem como a sua articulação com as Regiões Autónomas, auscultação e envolvimento de organismos relevantes.
Liderada pelo Vice-almirante Henrique Gouveia e Melo desde 03 de fevereiro de 2021, esta Task Force teve como missão a coordenação e articulação dos diversos departamentos governamentais envolvidos na elaboração e execução do planeamento estratégico do processo de vacinação, envolvendo as componentes logística, executiva e comunicacional.
Para tal foi constituído um grupo coordenador, composto pelo Vice-almirante e pelos representantes dos Ministérios da Defesa Nacional, da Administração Interna e da Saúde e pelos seguintes grupos de apoio:
- Grupo de Apoio ao Planeamento Estratégico;
- Grupo de Apoio à Execução;
- Grupo de Apoio à Comunicação.

Nestes três grupos de apoio participaram representantes do Estado-Maior-General das Forças Armadas (EMGFA), das cinco Administrações Regionais de Saúde (ARS), da Direção-Geral da Saúde (DGS), da Autoridade Nacional do Medicamento e Produtos de Saúde (INFARMED), do Serviço de Utilização Comum dos Hospitais (SUCH), da Autoridade Nacional de Emergência e Proteção Civil, da Administração Central do Sistema de Saúde, do Instituto Nacional de Saúde Doutor Ricardo Jorge, dos Serviços Partilhados do Ministério da Saúde (SPMS), da Guarda Nacional Republicana (GNR) e da Polícia de Segurança Pública (PSP).

## Ações determinantes para o sucesso do processo de vacinação
Os primeiros meses do plano de vacinação foram inseguros e cambaleantes, originando, uma descredibilização, por parte da opinião pública, em grande parte devido aos inúmeros casos de suposta vacinação indevida, perceção que urgia alterar.

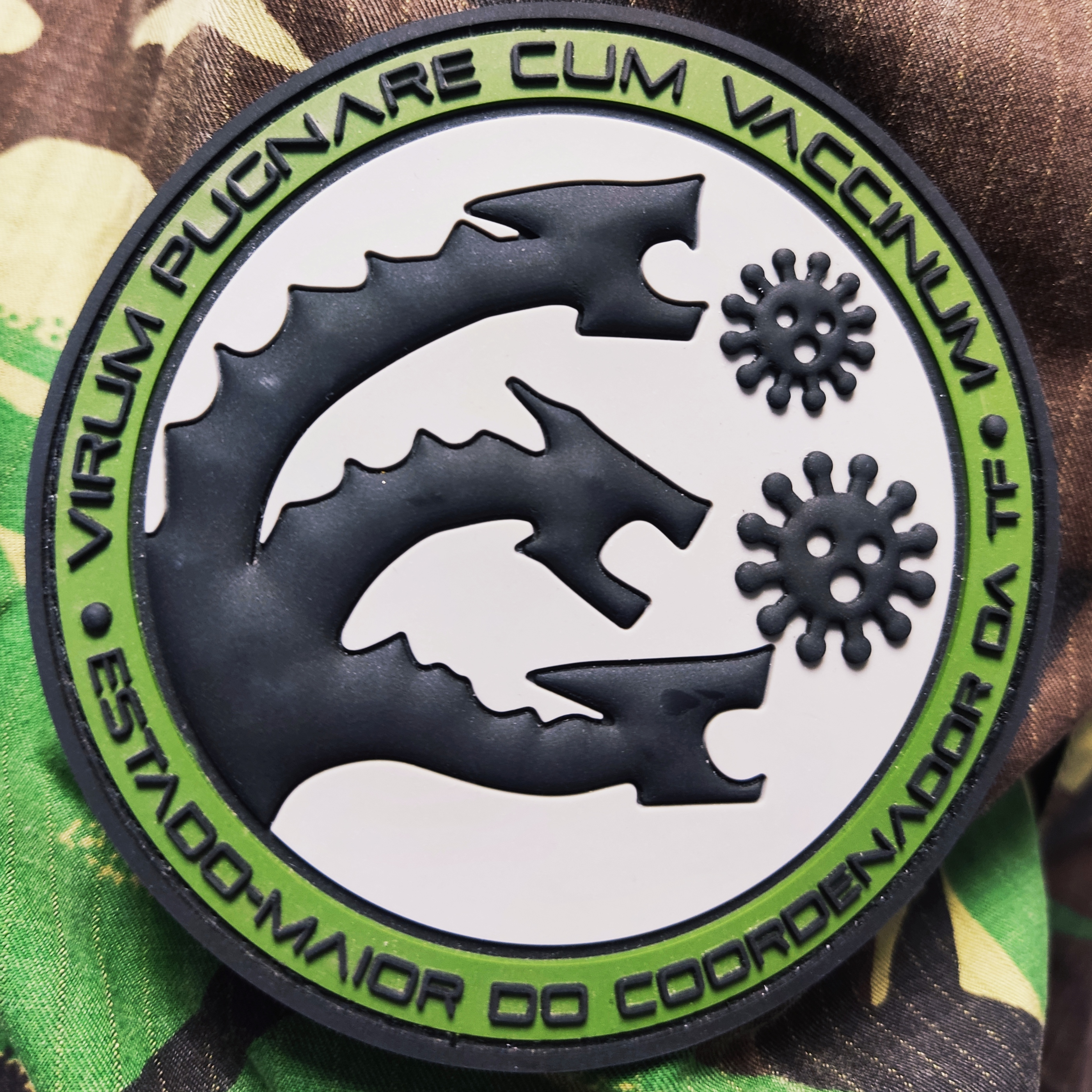
Símbolo do Estado-Maior do Coordenador da Task Force - uma hidra a combater o vírus COVID-19. Cada cabeça da hidra representa um dos ramos das Forças Armadas (Marinha, Exército e Força Aérea), cujos seus elementos constituíram o Estado-Maior. O anel exterior verde, com as inscrições "Virum Pugnare cum Vaccinum" (o vírus combate-se com a vacina), representa o circulo de esforço de todos os elementos envolvidos no processo de vacinação.

Com a tomada de posse do Vice-almirante Henrique Gouveia e Melo como Coordenador da Task Force o processo ganhou uma nova dinâmica. Foi de imediato tomada a decisão de reforçar a sua estrutura de planeamento e controlo do processo, ao nível estratégico. Para tal foi criado um núcleo de apoio próprio, o Estado-Maior do Coordenador da Task Force, constituído por militares e uma civil disponibilizados pelos três ramos das Forças Armadas (Marinha, Exército e Força Aérea) e pelo EMGFA, com responsabilidades de planeamento estratégico (afastar no tempo o planeamento macro da execução); controlo de execução (garantir a fiel implementação dos planos e orientações de gestão); verificação dos resultados do processo (recolher e comparar dados contribuindo para o ajustar dos planos e identificar situações anormais) e comunicação estratégica (gerir expetativas e reduzir ansiedade, informando de maneira simples e clara). Com base nesta nova estrutura e organização a atuação da Task Force adotou, a partir dessa data, uma lógica de trabalho assente em quatro prioridades de intervenção:
- Dar maior resiliência à Organização, melhorando a arquitetura de governação, afastando, no tempo, o planeamento da execução, robustecendo as soluções dos sistemas de informação, implementando mecanismos de verificação e estruturando o processo de comunicação interna;
- Investir na capacidade de resposta do sistema, alargando e uniformizando os Postos de Vacinação em colaboração com as autarquias e criando Centros de Vacinação COVID-19 (CVC);
- Responsabilizar a estrutura, restringindo a fuga interpretativa das normas, melhorando a sua clareza e simplicidade, reforçando os mecanismos de reporte obrigatórios e os mecanismos de verificação e auditoria interna, penalizando desvios. Estas ações foram essenciais para a credibilização do plano de vacinação;
- Comunicar preservando a iniciativa, detetando e antecipando narrativas e perceções desfocadas da realidade, por forma a intervir e informar com clareza, simplicidade e de forma completa.

A implementação efetiva destas prioridades implicou uma ação transversal a todo o sistema, passando por tornar o processo mais inclusivo e participativo, com o estabelecimento, por exemplo, de um diálogo construtivo, responsável e aberto com um conjunto muito alargado de atores relevantes na sociedade, mas, simultaneamente, mais diretivo e claro em termos de responsabilização das entidades pelas atividades a desenvolver. Passou, de igual forma, pela habilidade de agregar vontades, capacidades e conhecimento de entidades e de pessoas muito distintas e com interesses e padrões de atuação, por vezes, muito díspares, em torno de objetivos e tarefas comuns, em prol de um serviço de qualidade aos portugueses, num rumo único e sem nunca perder o foco no essencial.
Para assegurar a cada momento a eficácia do processo e vacinar, com qualidade, o maior número de pessoas no mais curto espaço de tempo, o Plano de Vacinação foi simplificado passando de três para duas fases. Foi igualmente estabelecido, sistematizado e priorizado os seguintes objetivos, ou critérios, de vacinação:
- Salvar vidas, através da redução da mortalidade e dos internamentos por COVID-19 e da redução dos surtos, sobretudo nas populações mais vulneráveis. Para tal foi definido o critério etário, por ordem decrescente, como padrão do sistema, iniciado pela vacinação dos utentes com idade igual ou superior a 80 anos, dos 50 aos 79 anos de idade (com patologias de risco associado) e pessoas com trissomia 21 com idade igual ou superior a 16 anos;
- Resiliência do Estado, a decorrer em paralelo à vacinação do critério salvar vidas, representando, no máximo, 10% do esforço e disponibilidade de vacinas neste critério. É de salientar a vacinação atempada de todos os bombeiros, bem como de todos os intervenientes no Dispositivo Especial de Combate a Incêndios Rurais (DECIR) antes da época de incêndios florestais;
- Libertar a economia, a implementar na fase 2, num período de maior disponibilidade de vacinas, decorrendo por ordem decrescente de faixas etárias até aos 12 anos de idade.

Foi criada uma organização interna mais robusta na Task Force, permitindo uma maior perceção das dificuldades, limitações e apreensões dos diversos atores e uma maior fluidez na comunicação, destacando-se as seguintes ações:
- Reuniões periódicas entre o Coordenador da Task Force e diversas entidades, nomeadamente com as ARS/Agrupamentos de Centros de Saúde (ACeS), com a DGS, o INFARMED e o SPMS, para além das habituais reuniões mais alargadas numa base trissemanal;
- Criação e divulgação, em espaço próprio, das instruções do Coordenador, permitindo que todas as entidades, nomeadamente as várias ARS e ACeS, compreendessem e estivessem permanentemente atualizadas relativamente as ações e procedimentos a efetuar, definidos pelo Coordenador;
- Criação de um micro site, acessível a todos os elementos das diversas entidades envolvidas no Plano de Vacinação, com diversa informação pertinente, como os brífingues diários, as Instruções do Coordenador, as suas prioridades diárias ou as Notas à Imprensa divulgadas.

Ficou claro, desde o início deste processo de vacinação, que a eficácia seria mais determinante do que a eficiência. Esse sentir, foi decisivo no desenvolvimento da lógica e prioridades de vacinação, bem como no identificar dos eventuais nós de estrangulamento logístico do processo. Relativamente a estes últimos foram inicialmente identificados quatro possíveis nós de estrangulamento:
- O ritmo de entrega das vacinas a Portugal;
- A capacidade de distribuição no ritmo e tempo adequados;
- A capacidade de vacinação;
- A capacidade de agendamento.

O ritmo de entrega das vacinas a Portugal
Embora a Fase 1 tenha sido caracterizada por um período de escassez de vacinas e a Fase 2 por uma maior abundância, não existindo capacidade de produção de vacinas no país, o ritmo de chegada de vacinas a território nacional, por parte das empresas farmacêuticas, foi, durante todo o processo, irregular e na maioria do tempo deficitário.
Em antecipação a um período de maior escassez de vacinas na Fase 2, o Coordenador da Task Force, incentivou a negociação, por parte do Estado português, a angariação de vacinas, através da compra ou da permuta com outros Estados, permitindo manter um bom stock em períodos de maior escassez. Esta ação permitiu manter um bom ritmo de vacinação e ascender paulatinamente as maiores taxas de cobertura vacinal, quer a nível europeu, quer a nível mundial.
Para além do ritmo irregular e deficitário na entrega de vacinas, as restrições impostas a cada tipo de vacina e o aparecimento da variante Delta (inicialmente conhecida como variante indiana) condicionaram o planeamento. Face às diversas restrições impostas às vacinas da AstraZeneca e da Janssen, existiu uma necessidade de permanente ajuste do planeamento e execução para maximizar a eficiência do processo. Tendo em conta a análise criteriosa dos dados do regulador europeu (EMA) a Task Force sugeriu à DGS que a vacina da Janssen, que não estava recomendada para pessoas com idade inferior a 50 anos, passasse a ser disponibilizada para os utentes do sexo masculino. Esta alteração contribuiu, de forma significativa, para uma maior disponibilidade de vacinas e aumento do ritmo de vacinação. Sendo de toma única, também se utilizou a estratégia de privilegiar o uso desta vacina na vacinação de grupos com mobilidade,  como foi o caso de migrantes não residentes do género masculino, estudantes de programas de Erasmus, e intercâmbio universitário, que não se encontrariam no país aquando da segunda dose.
Com o surgimento da variante Delta, a meta estimada da cobertura vacinal para atingir proteção coletiva foi elevada de 70% para cerca de 85% da população vacinada com pelo menos uma dose. À semelhança dos diversos estudos efetuados pela comunidade científica, a análise de dados de monitorização do processo elaborada por elementos da Task Force, demonstrou que com esta nova variante a eficácia da vacina só tinha alta efetividade após a tomada de duas doses. Desta forma foi solicitado à DGS a redução do intervalo entre doses da vacina AstraZeneca de 84 para 56 dias e, posteriormente, do intervalo da vacina Pfizer, de 28 para 21 dias, intervalos que estavam dentro das autorizações do regulador, e que permitiram antecipar a proteção de um maior número de pessoas, enquanto a variante delta do vírus se disseminava no território nacional.

A capacidade de distribuição no ritmo e tempo adequados
Embora o ritmo de chegada de vacinas se tenha caracterizado pela irregularidade, a capacidade logística providenciada pelo SUCH, revelou-se eximia na qualidade e profissionalismo dos serviços prestados. Em nenhum momento do processo o ritmo de distribuição condicionou o plano de vacinação.

A capacidade de vacinação
Logo após a tomada de posse do novo coordenador, ciente do quantitativo de pessoas a vacinar e da urgência no processo, foi pensada e testada, num projeto desenvolvido entre as Forças Armadas Portuguesas e a DGS, uma capacidade de vacinação em grande escala, definindo-se os pressupostos para a criação do Centro de Vacinação COVID-19, materializada na orientação n.º 003/2021 da DGS. Foi então implementada, em articulação com as ARS/ACeS, uma rede de cerca de 300 Centros de Vacinação Rápidos, com a inexcedível colaboração das autarquias. Esse modelo de vacinação massivo permitiu manter bons ritmos de vacinação, mantendo a segurança e qualidade do serviço para o utente.

A capacidade de agendamento
Esta capacidade, muito dependente da base de dados central do sistema de saúde e da qualidade da informação nela disponível, bem como da capacidade de resposta e integração dos seus sistemas de informação existentes, representou o maior desafio ao sucesso do processo. A sua inerente exigência e as necessidades operacionais identificadas pela Task Force, obrigaram os SPMS a um enorme e permanente esforço de atualização dos seus processos, bem como ao desenvolvimento de novas soluções web e centralizadas, com as inerentes “dores de parto”, em especial considerando tratar-se de um processo em andamento, sem espaço nem tempo para o desenvolvimento, com qualidade, das soluções mais adequadas.
Num processo onde o agendamento era efetuado, inicialmente, por chamada telefónica, alocando um número significativo de recursos humanos de um determinado centro de vacinação/ACeS a Task Force, em estreita colaboração com os SPMS, implementou, em função da evolução do processo de vacinação, uma capacidade de agendamento massiva, identificando e trazendo à vacinação os utentes de forma controlada. Para tal foram implementadas as seguintes modalidades de agendamento:
- Agendamento centralizado: agendamento efetuado através do envio de SMS ao utente com uma proposta de agendamento, permitindo que este aceitasse ou recusasse a proposta. Partindo de um conjunto de base de dados dispersas, foi efetuado uma profunda transformação e modernização criando-se uma base de dados central do Ministério da Saúde. Esta base, criada para este plano, será de grande utilidade em processos de saúde análogos, como a vacinação da gripe;
- Auto-agendamento: modalidade através da qual o utente podia propor-se ao processo, escolhendo o local e o dia no portal da DGS;
- Modalidade “Casa Aberta”: modalidade mais desordenada no fluxo de utentes, que aparece em complemento à anterior, permitindo a vacinação de todos os utentes, que por alguma razão não tinha sido possível trazer ao processo de vacinação;
- Modalidade “Casa Aberta” com recursos a senhas digitais: modalidade que permitiu ordenar o fluxo de utentes na modalidade “Casa Aberta” e evitar a espera em eventuais filas.

Em paralelo e por forma a melhorar a qualidade do processo para os utentes, foi criado, em parceria com a empresa Destino Principal, Lda. que disponibilizou o sistema afluencia.io (e o respetivo suporte) totalmente gratuito e sem contrapartidas, um intuitivo sistema de semáforos virtuais, que indicaram, para cada centro de vacinação, o período médio de espera para administração da vacina.
Para além da vacinação por critério etário por ordem decrescente, a Task Force empenhou-se em efetuar uma vacinação proporcional à densidade populacional em todo o território nacional. Não perdendo o foco, resistiu à pressão de vacinação de grupos específicos, que não se enquadravam no núcleo mais restrito da resiliência do Estado, de regiões específicas, e mais tarde de zonas de maior incidência. Esta estratégia revelou-se um sucesso para a proteção da sociedade e do país como um todo. Neste âmbito, foi efetuada uma aceleração da vacinação das regiões ultraperiféricas, nomeadamente nas ilhas dos Açores e da Madeira que não possuem hospital, disponibilizando uma maior quantidade de vacinas e alocando, em estreita colaboração com o Governo Regional dos Açores, uma equipa, constituída por nove militares dos três ramos das Forças Armadas (Marinha, Exército e Força Aérea), que procederam à vacinação, com a primeira dose, das populações de cinco ilhas açorianas, correspondendo a mais de 7300 inoculações, em apenas 15 dias.
Para além do uso do já referido critério de idade, na Fase 2 do plano, foi efetuada, face às suas especificidades, uma organização própria da vacinação dos seguintes grupos:
- Pessoal Docente e Não Docente;
- Migrantes;
- Jovens dos 12 aos 17 anos;
- Reclusos;
- Acamados;
- Sem abrigo;
- Estudantes de Erasmus e programas similares;
- Representações de delegações portuguesas no estrangeiro.

O Coordenador da Task Force e o seu Núcleo de Comunicação Estratégica, efetuaram, desde o primeiro dia e de forma ativa e em antecipação, uma comunicação clara, transparente e simples. Existiu, por parte deste núcleo, uma disponibilidade constante para enquadrar e esclarecer atempadamente todos os Órgãos de Comunicação Social (OCS). Esta postura criou, nos diversos OCS e na opinião pública, um sentimento de confiança e profissionalismo da Task Force credibilizando-a e permitindo, conjuntamente com as inúmeras intervenções do Coordenador, um permanente esclarecimento da população e dos utentes sobre o decorrer e novidades do processo. Este processo de comunicação terá contribuído, eventualmente, para reduzir as dúvidas sobre o processo de vacinação de uma parte ainda significativa da população portuguesa, contribuindo para uma adesão esmagadora desta à vacinação.
Com o intuito de permitir acesso fácil à inúmera informação pertinente relativa à vacinação COVID-19 e às várias modalidades de agendamento foi criado e dinamizado um portal dedicado à vacinação COVID-19, tornando-o mais intuitivo e iconográfico. Este portal foi constantemente adaptado e atualizado, permitindo fornecer informação fidedigna e atual.
Desta forma, verifica-se que a estratégia definida e implementada pelo Vice-almirante Henrique Gouveia e Melo, encontra-se baseada em três processos que enformaram a campanha de vacinação Covid-19:
- O processo organizativo e logístico, afastando o planeamento da execução, gerando indicadores seguros do processo, impondo disciplina e rigor através da responsabilização dos atores envolvidos, assim como uma estrutura de vacinação massiva constituída por mais de 300 Centros de Vacinação COVID-19, distribuídos pelo território em função da densidade populacional deste;
- O Processo comunicacional, comunicando de forma clara, transparente, pró-ativa e atempada, gerando confiança e credibilidade na opinião pública;
- O processo de liderança, pragmático, assertivo, próximo e focado na missão, executado pelo Vice-almirante Henrique Gouveia e Melo.

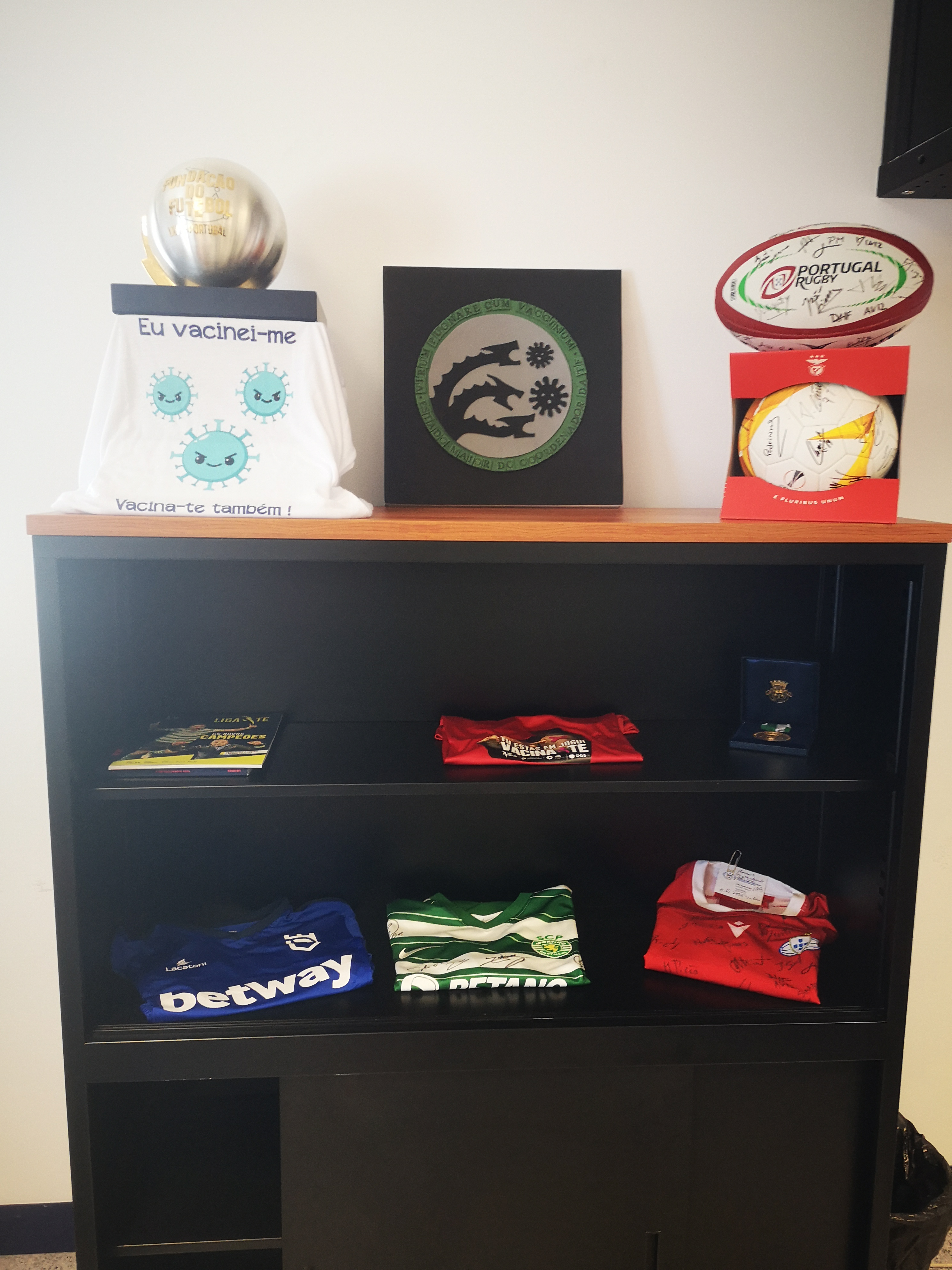
Expositor com as ofertas, dadas por individualidades e entidades, à Task Force durante o processo de vacinação

Estes foram os fatores essenciais para o sucesso desta missão, que por ser massiva e urgente, se tornou complexa.
Contudo, este processo exigente, intenso e complexo não seria possível sem a dedicação incansável e profissional de todas as pessoas envolvidas, direta ou indiretamente, na distribuição, no transporte, no agendamento, na preparação e na inoculação das vacinas, em especial as equipas de saúde, auxiliares e voluntários que encontraram nos diversos centros de vacinação COVID-19. Foram estes os verdadeiros combatentes na linha da frente deste processo. Este conjunto de pessoas contribuiu, todos os dias, decisivamente para concretizar o plano definido, garantindo indicadores que não só nos deixaram mundialmente no pelotão da frente de maior cobertura vacinal, mas, mais do que isso, possibilitaram uma satisfação muito generalizada dos utentes, após a sua experiência pessoal de vacinação. Este sucesso, contudo, não seria possível sem a adesão massiva por parte da população portuguesa a este processo de vacinação. Portugal, com larga tradição em companhas de vacinação, demonstrou ao mundo que possui uma sociedade com maturidade, esclarecida e que confia na ciência.
Todo este processo apelou ao nosso espírito de solidariedade e de comunidade, sem fronteiras internas e externas, e seremos certamente, no futuro, uma comunidade mais capaz, mais unida, mais exigente, mas também mais generosa e com menos preconceitos se soubermos carregar esta experiência connosco e dela tirar e transmitir aprendizagens únicas às próximas gerações.